# Бюхель, Маркус
Ма́ркус Бю́хель (нем. Markus Büchel; 14 мая 1959, Руггелль — 9 июля 2013, Руггелль) — лихтенштейнский государственный и политический деятель.
Юридическое образование получил в Бернском и Мюнхенском университетах. После возвращения домой, практиковал как адвокат и представлял Банк Лихтенштейна на переговорах с Европейским сообществом.
Политическую карьеру начал, став министром финансов в правительстве Ханса Брунхарта. После победы Прогрессивной гражданской партии на выборах в феврале 1993 года, он стал премьер-министром и в мае того же года сформировал новое правительство. Кроме ПГП в него вошли также члены Отечественного союза. Однако уже в сентябре Бюхель был обвинён в отказе от сотрудничества с другими министрами и правительству был вынесен вотум недоверия парламентом. На внеочередных парламентских выборах в октябре 1993 года победил Отечественный союз. Его лидер Марио Фрик возглавил новое правительство.
С сентября 2002 года Маркус Бюхель являлся почётным консулом России в Лихтенштейне.